# 無錫吳鉤足球俱樂部
無錫吳鉤足球俱樂部是一家中國職業足球俱樂部，位於江苏省无锡市，目前征戰於中国足球乙级联赛，主場位於濱湖區內的無錫市新體育中心。

## 歷史
無錫信捷足球俱樂部成立於2011年，2020年參加中國冠軍聯賽並晉升為乙級聯賽。在2021年俱樂部改名為無錫吳鉤。
2022赛季，球队成绩再次突破，位居中乙联赛第五名，最终递补参加2023中甲联赛。
2023年3月，俱樂部發布新隊徽。
2024年，俱乐部再一次递补回中甲联赛。

## 外部連結
- 無錫吳鉤足球俱樂部在Transfermarkt上的资料85923
- Soccerway資料庫：無錫吳鉤足球俱樂部